# كارل إدفارد جون داهل
كارل إدفارد جون داهل (بالإنجليزية: Carl Edvard Johan Dahl)‏ هو شخصية أعمال نيوزيلندي، ولد في 6 أغسطس 1856، وتوفي في 15 أغسطس 1929.